# Нове Стронче
Нове Стронче (пол. Nowe Strącze) — село в Польщі, у гміні Слава Всховського повіту Любуського воєводства.
Населення — 107 осіб (2011).

## Демографія
Демографічна структура станом на 31 березня 2011 року:
|          | Загалом | Допрацездатний вік | Працездатний вік | Постпрацездатний вік |
| -------- | ------- | ------------------ | ---------------- | -------------------- |
| Чоловіки | 56      | 15                 | 36               | 5                    |
| Жінки    | 51      | 13                 | 25               | 13                   |
| Разом    | 107     | 28                 | 61               | 18                   |